# El Cerro (Havana)
El Cerro é um bairro situado no centro de Havana, capital de Cuba.